# Wonoboyo (Ngombol)
Wonoboyo is een bestuurslaag in het regentschap Purworejo van de provincie Midden-Java, Indonesië. Wonoboyo telt 699 inwoners (volkstelling 2010).